# Vesele, Cervonoarmiisk
Vesele (în ucraineană Веселе) este un sat în așezarea urbană Cervonoarmiisk din raionul Cervonoarmiisk, regiunea Jîtomîr, Ucraina.

## Demografie
Componența lingvistică a localității Vesele
     Ucraineană (81,45%)
     Rusă (18,55%)
Conform recensământului din 2001, majoritatea populației localității Vesele era vorbitoare de ucraineană (81,45%), existând în minoritate și vorbitori de rusă (18,55%).